# Caserne de Bonne
Le centre commercial de  la caserne de Bonne, est un centre commercial de conception dite HQE.
Il est intégré à l'écoquartier de Bonne à Grenoble, aménagé en lieu et place de l'ancienne caserne militaire de Bonne construite en 1722, d'où il tire son nom. Le patronyme de Bonne étant lui-même issu de François de Bonne, également connu par son titre de duc de Lesdiguières, mort en 1626 et dont la sépulture est située dans l'église Saint-Pierre de Sassenage.

## Situation
Ce complexe d'une cinquantaine de boutiques avec un parking souterrain de 350 places est intégré dans le premier écoquartier de France, le quartier de Bonne. Il est situé non loin du quartier Championnet, secteur 2 de Grenoble.
La surface de vente du principal bâtiment, créé en 2010, est de 17 300 m2 auquel s'ajoutent les rez-de-chaussée de trois autres bâtiments rénovés.
Le centre commercial est desservi par la Ligne C du tramway de Grenoble (stations Gustave-Rivet ou Foch-Ferrié), la ligne E (arrêt Condorcet) ainsi que par les lignes de bus C3, 12,16 et 17.
Les arrêts des lignes A et B du Tramway de Grenoble se situent à environ 700 mètres du centre commercial (arrêt Victor Hugo et Alsace Lorraine).

## Conception des bâtiments
Le centre commercial a été conçu dans un souci d’exemplarité sur le plan du développement durable[réf. nécessaire] et conçu selon les normes HQE (Haute Qualité Environnementale). Une centrale photovoltaïque d’une surface d'environ 1 000 m2 placée sur le toit du centre commercial permet de produire 100 MWh/an destinés à l’éclairage de jour, à la ventilation et à la sécurisation des espaces publics du centre commercial. Son bilan énergétique est indiqué sur un panneau visible à l'extérieur par tous les visiteurs.
Du choix des matériaux aux procédés de construction en passant par l’efficacité énergétique et l’utilisation d’énergies renouvelables, tout a été imaginé pour préserver l’environnement aux alentours du centre[réf. nécessaire].
Le bâtiment central n’est ainsi ni chauffé ni climatisé, il bénéficie simplement de façades extérieures isolantes, d’une enveloppe intérieure favorisant les échanges énergétiques avec les commerces. Orienté Nord-Sud, il reste fermé l’hiver, chauffé par les rayons du soleil. L’été, l’ouverture des nombreuses portes offre une ventilation naturelle. Les deux autres bâtiments ayant appartenu à l'ancienne caserne militaire ont été entièrement rénovés et seuls leurs rez-de-chaussée font partie du centre commercial.
Comprenant un ensemble d'une cinquantaine de boutiques et de nombreux restaurants et cafés disposant de terrasses intérieures ou extérieures, la Caserne De Bonne est également un ensemble entouré de verdure et d’eau grâce à des bassins situés à proximité avec, notamment un parc arboré et des jeux pour enfants.
Il est le troisième centre commercial ouvert au centre-ville de Grenoble après K'Store (ouvert en 1971) et Les Trois Dauphins (1997) mais il est le plus important en surface et en nombre d'enseignes. Ce centre commercial à multiples bâtiments est ouvert au public depuis le 15 septembre 2010.

## Récompenses
L'Écoquartier sur le site de l'ancienne caserne de Bonne a été récompensé par le grand prix national Écoquartier décerné par le ministère de l'Écologie le 4 novembre 2009. Ce quartier s'est distingué des autres candidats par l'intégration de toutes les dimensions du développement durable : l'axe social et sociétal, l'axe économique et l'axe environnemental,.
En septembre 2014, La Caserne de Bonne à Grenoble devient le premier commercial à obtenir une certification Breeam in Use avec le plus haut niveau, « outstanding », pour les deux parties du référentiel (à la fois pour le bâtiment et son exploitation),.

## Direction du centre
À la date de l'ouverture, le sportif Patrick Rolland est le premier directeur de ce Centre Commercial. Il est bien connu des Grenoblois car il fut le gardien puis l'entraineur des "Brûleurs de Loups", l'équipe du Grenoble Métropole Hockey 38, plusieurs fois championne de France de la Ligue Magnus, et vainqueur de la Coupe de la Ligue de hockey sur glace.

## Galerie photos

Quelques vues sur les aménagements de la Caserne de Bonne
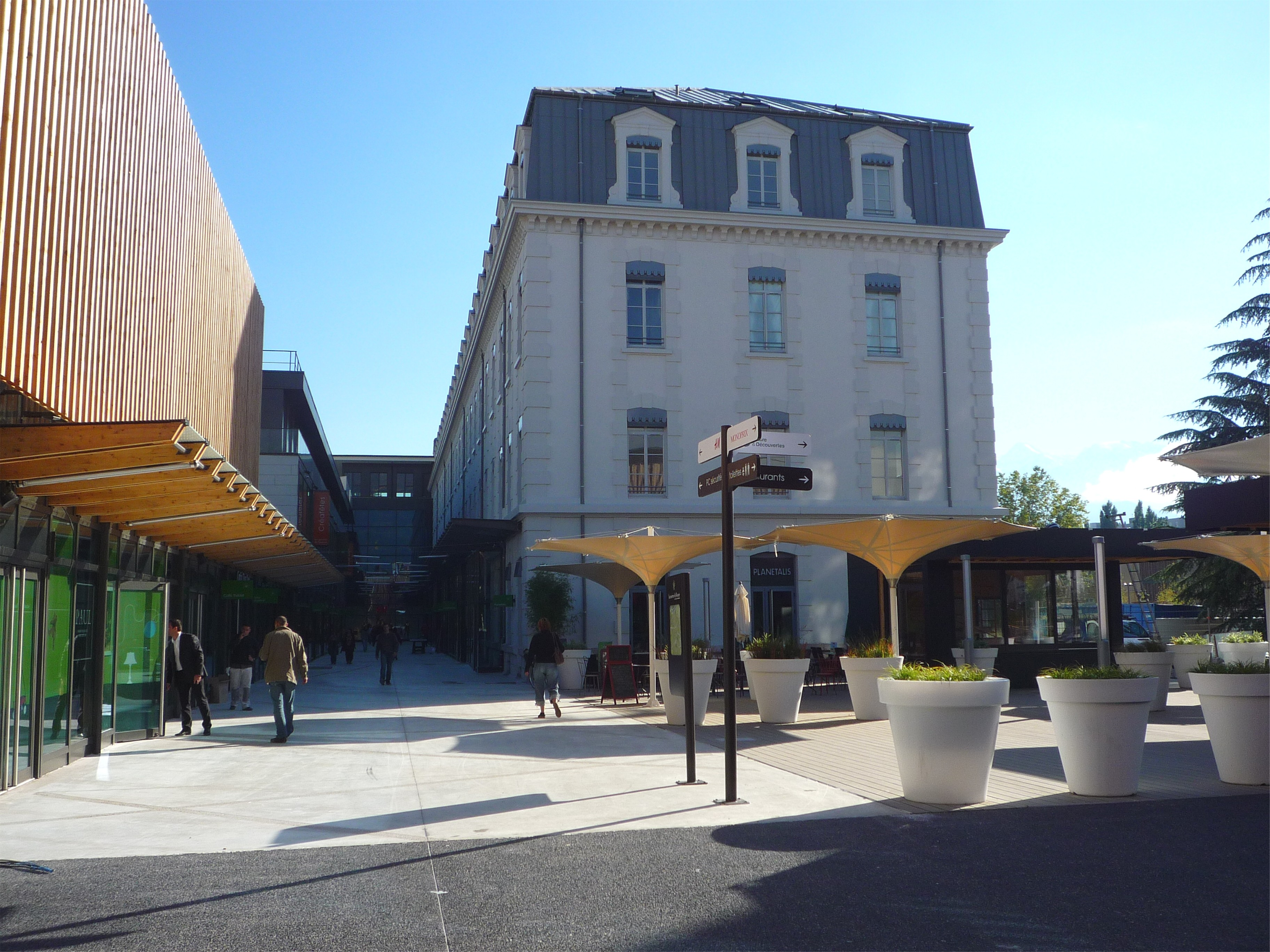
Terrasses aux abords du parc.
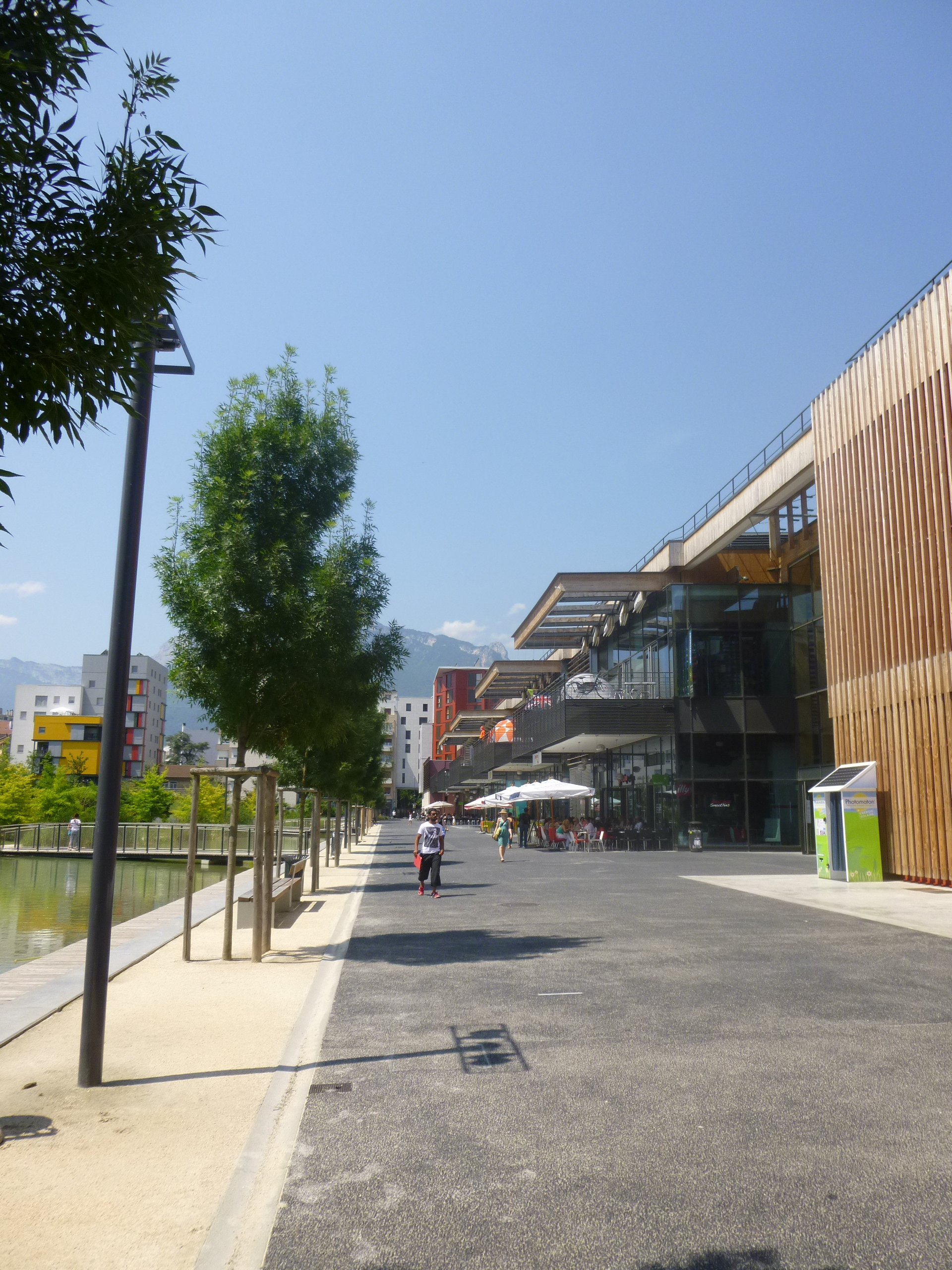
Le centre commercial, vu du jardin public.
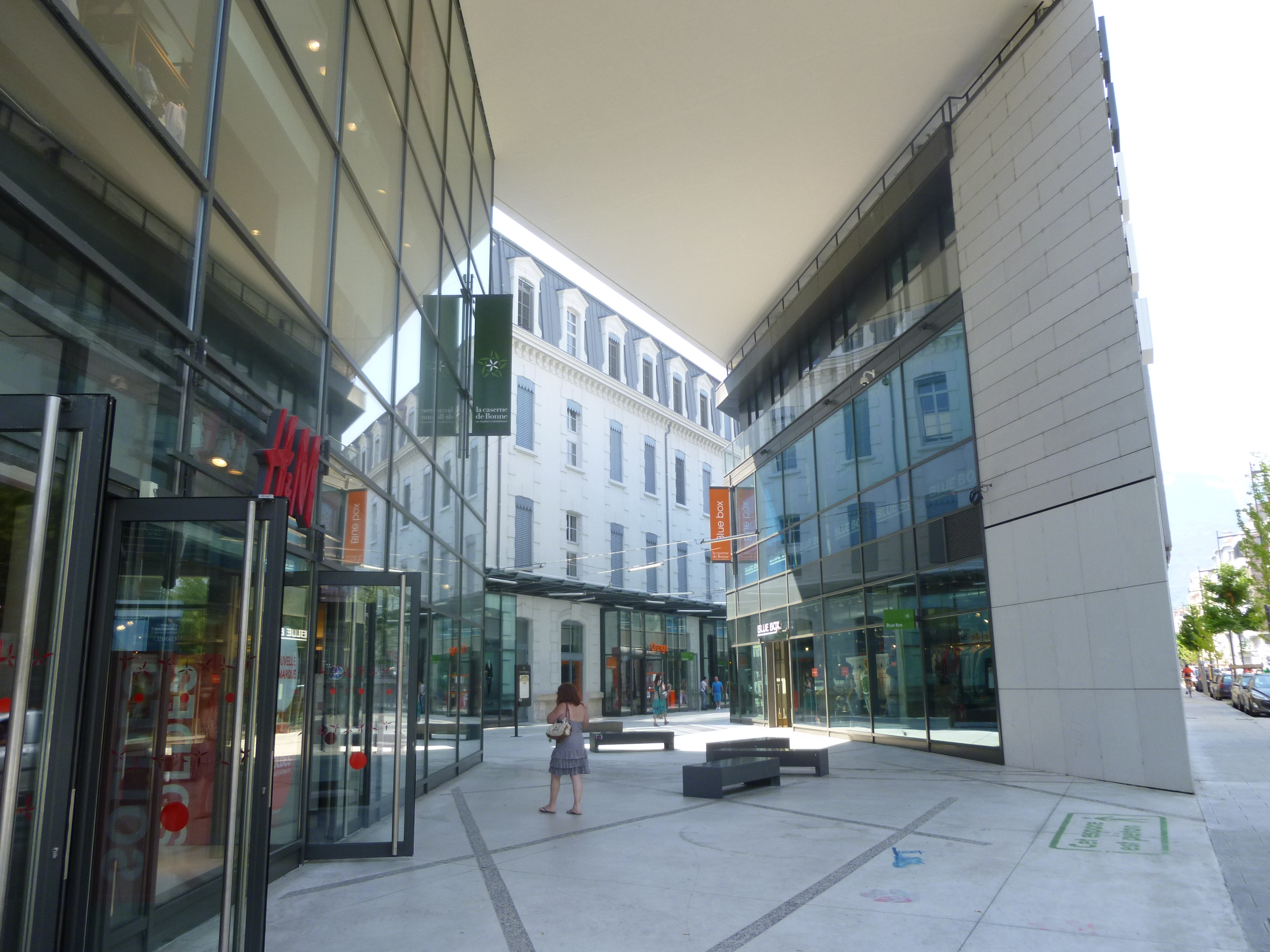
Entrée de la galerie marchande.
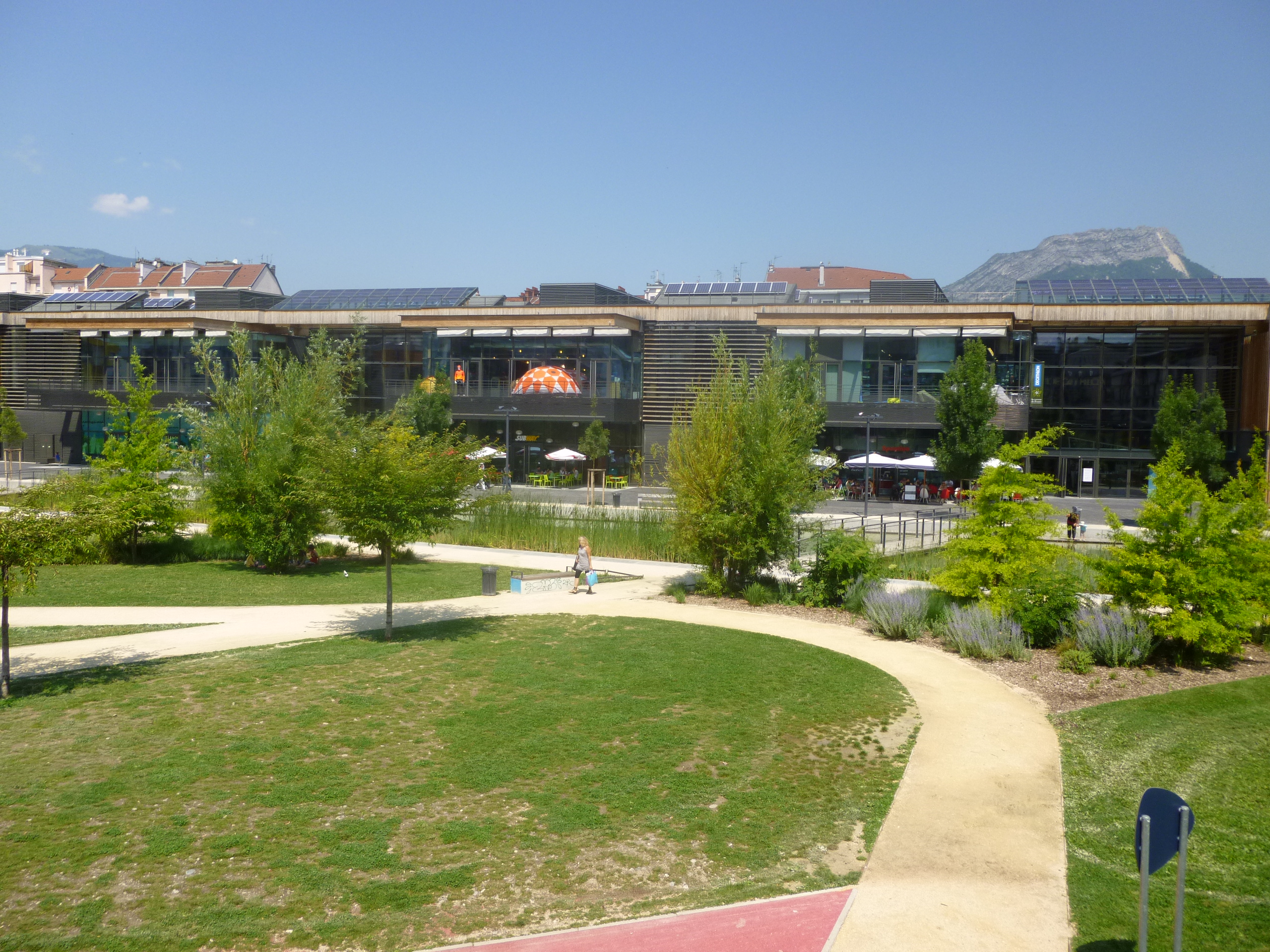
Le centre commercial depuis le jardin public.
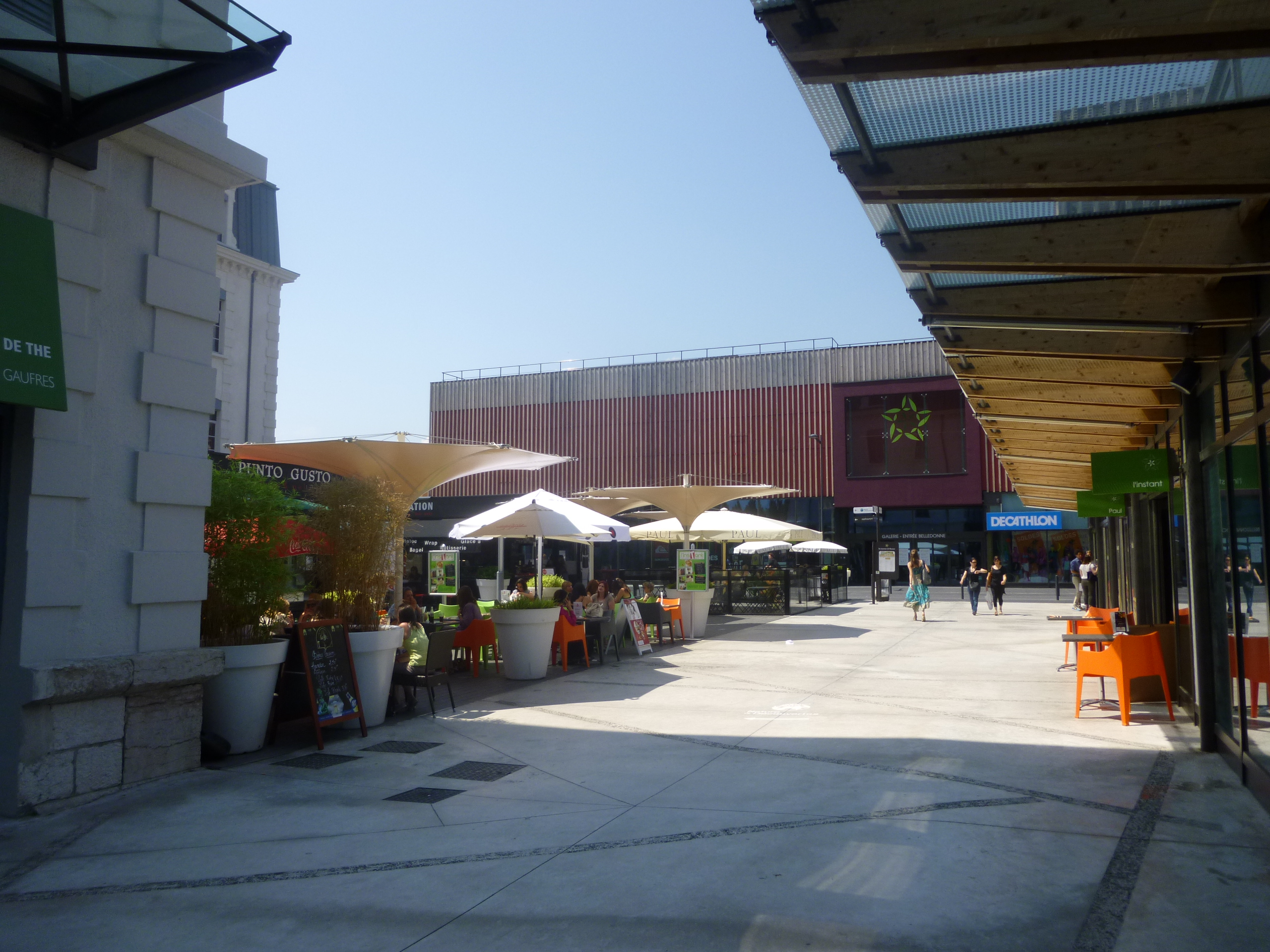
Le Cœur du centre commercial

## Accès
Le centre commercial est desservi par la ligne de bus Chrono C3, par les lignes de bus Proximo 12, 16 et 25, ainsi que par la ligne C du tramway.